# Astigmatic (festiwal)
Astigmatic (Międzynarodowy Festiwal Muzyki Astigmatic) – polski festiwal muzyki elektronicznej typu open-air odbywający się w latach 2003–2006. Pierwsza edycja miała miejsce na plaży nad Wisłą w Płocku w pierwszy koniec tygodnia sierpnia. Druga edycja z niezmienioną lokalizacją przypadła rok później na drugi koniec tygodnia sierpnia. W wyniku nieporozumień pomiędzy współorganizatorami i nowego przetargu ogłoszonego przez Urząd Miejski w Płocku trzecią edycję przeniesiono na skwer Kościuszki do Gdyni na pierwszy koniec tygodnia sierpnia. Ostatnia odsłona zorganizowana została w Warszawie przy klubie Base na Polu Mokotowskim w pierwszy piątek sierpnia. W trakcie występów na ekranach w tle scen prezentowane były instalacje artystów wizualnych. Projektem towarzyszącym było kino festiwalowe.

## Historia

### Początki
Autorami pomysłu powstania festiwalu z muzyką elektroniczną byli Artur Koryciński, Jan Miklaszewski i Michał Śledziewski. Pierwsze próby sfinalizowania pomysłu podjęto w 2001 roku, jednak w wyniku wydarzeń z 11 września wycofał się z potencjalnego sponsoringu amerykański podmiot. W tym czasie wyklarowała się przyszła nazwa wydarzenia, będąca hołdem twórców wobec twórczości Krzysztofa Komedy. W ramach zdobytego doświadczenia i możliwości przyszłej pracy nad pomysłem festiwalu wspólnie założono Fundację Kultury „Epicentrum” w Warszawie.
W trakcie rodzinnego spotkania u jednego z autorów pomysłu zapoczątkowano współpracę z Cezarym Tormanowskim. Jego propozycją była lokalizacja festiwalu w Płocku. Do rozmów z Urzędem Miasta dołączyła spółka Biuro Imprez Specjalnych, powiązana z Tormanowskim. Miasto nie zdecydowało się na organizację przetargu, oddając kwestię profilu i programu artystycznego, ograniczając się do współfinansowania wydarzenia. Trwające około roku negocjacje przypadły na okres wyborów samorządowych w 2002 roku, po których nowo wybrany prezydent miasta kontynuował rozmowy rozpoczęte przez swojego poprzednika.

### 2003
Kampania reklamowa pierwszej edycji „Astigmatic” zaczęła się w lipcu 2003 roku. Wydarzenie promowano w MTV Polska, Empiku i portalu Onet oraz w polskich mediach związanych z muzyką klubową. Zaplanowano także reklamę miejską w postaci plakatów. Zaczęła działać oficjalna strona internetowa, gdzie dodano ankietę, która po wypełnieniu i wydrukowaniu pełniła rolę biletu wymienianego przy wejściu na opaskę.
8 lipca zorganizowano konferencję prasową z udziałem producentów i urzędników samorządu miejskiego. Główną scenę, wykorzystywaną w trakcie europejskich koncertów The Rolling Stones, usytuowano na plaży za klubem żeglarskim Morka. Pozostałą część wydarzeń – drugą scenę, filmowe przeglądy, spotkania z artystami i prace wizualne zaplanowano na dziedzińcu liceum Małachowskiego. Salę gimnastyczną i wyznaczony korytarz przeznaczono na wystawę polskiego malarstwa współczesnego. Udostępniono też szkolny bufet, pozostałą część budynku szkolnego zamknięto. Podano szacunkową liczbę spodziewanej publiczności w ilości siedmiu tysięcy osób. Wśród planów zapisano pamiątkowe koszulki dla wykonawców i gości specjalnych zaprojektowanych przez Arkadiusa oraz wydanie festiwalowego wydawnictwa płytowego. Poinformowano o spełnieniu wymogów ustawy o imprezach masowych – obecności ogrodzenia z czterema wejściami, zapewnienia służb sanitarnych i porządkowych. Ujawniono około milionową kwotę przeznaczoną na budżet „Astigmatic”, w tym 150 tysięcy złotych od Urzędu Miejskiego. Trwała też akcja naboru wolontariuszy. Dla uczestników przeznaczono miejsca w akademikach, szkolnych internatach oraz polu namiotowym stworzonym na stadionie Stoczniowca na Osiedlu Radziwie. Festiwal miał nawiązywać do Detroit Electronic Music Festival i Electronic Beats Festival Vienna.
Budowę głównej sceny razem z dostarczonym oświetleniem i nagłośnieniem rozpoczęto 30 lipca. Próby zaplanowano na 1 sierpnia od godziny 7.00 rano. Występy miały zacząć się od godziny 13.00, w tym samym dniu oficjalnie otwarto festiwal po przemówieniu Mirosława Milewskiego o godzinie 20.10. Zakończenie wydarzenia odbyło się w niedzielę, 3 sierpnia, o godzinie 7.00. Imprezą towarzyszącą w trakcie dnia sobotniego od 6.00 do 16.00 w Centrum nad Wisłą było „After Astigmatic” ze składem: Akaone, Artur8, divaSR, MikeP, Migano, Wallis i Pele. Tego samego dnia od 7.00 do 13.00 trwały próby i prace konserwacyjne na scenach.
Biuro organizacyjne i prasowe festiwalu umieszczono w Domu Darmstadt na Starym Rynku, gdzie wydano ponad 50 akredytacji prasowych, także dla zagranicznych mediów. Swoją działalność promował Płocki Klub Wysokogórski, oferując możliwość zjazdu na linie ze skarpy w okolice sceny głównej.
W pierwszym dniu odbyło się 17 występów (w tym 4 na żywo) na dwóch scenach. Specjalne wizualizacje wyświetlano od 21.30 do 02.30 na głównej scenie oraz w trakcie pierwszego występu na dziedzińcu przy liceum. W wyniku niedotarcia na czas osobistych płyt winylowych, transportowanych osobnym lotem w swoim skróconym secie, po którym nastąpiła korekta godzin pozostałych występów, Carl Craig korzystał z pożyczonych kompaktów.
| Godzina       | Plaża                                    | Godzina       | Małachowianka   |
| ------------- | ---------------------------------------- | ------------- | --------------- |
| 13.00 – 14.30 | Lipstick                                 | 19.00 – 21.00 | Akone i znajomi |
| 14.30 – 17.00 | RHS Soundsystem                          | 21.00 – 23.00 | Daniel Haaksman |
| 17.00 – 18.00 | Futro (Live)                             | 23.00 – 01.00 | Daniel Wang     |
| 18.00 – 19.20 | Daniel Haaksman i Artur8                 | 01.00 – 03.00 | Dirk            |
| 19.20 – 20.10 | Low Res. (Live)                          | 03.00 – 05.00 | Romain B.N.O    |
| 20.10 – 20.20 | Oficjalne otwarcie                       |               |                 |
| 20.20 – 21.30 | Burnt Friedman feat. Jaki Libezeit       |               |                 |
| 21.30 – 23.00 | Afronaught feat. MC MG.                  |               |                 |
| 23.00 – 00.00 | Ian O’Brien                              |               |                 |
| 00.00 – 02.30 | Carl Craig                               |               |                 |
| 02.30 – 03.15 | Freestyle Man feat. George Spruce (Live) |               |                 |
| 03.15 – 05.15 | Ata                                      |               |                 |
| 05.15 – 06.15 | Jacek Sienkiewicz (Live)                 |               |                 |

W drugim dniu odbyło się 25 występów (w tym 4 na żywo). Wizualizacje na scenie głównej obecne były od 21.00 do 04.15 oraz od 05.00 do 06.15. Na dziedzińcu przy liceum trwały w trakcie pierwszego występu. O godzinie 17.00 w sali kinowej wyświetlono niemą Zagładę domu Usherów z 1928 roku z podkładem na żywo Joakima.
| Godzina       | Plaża                                                 | Godzina       | Małachowianka              |
| ------------- | ----------------------------------------------------- | ------------- | -------------------------- |
| 13.00 – 14.00 | Krzysztof Awłas                                       | 16.00 – 17.30 | Cpt. Sparky                |
| 14.00 – 16.00 | Daniel W. Best                                        | 17.30 – 19.00 | Family Groove              |
| 16.00 – 18.00 | Daniel Meteo                                          | 19.00 – 21.00 | Motyl & Maciek Sienkiewicz |
| 18.00 – 19.00 | Pole feat. Fat Jon (Live)                             | 21.00 – 23.00 | Ian O’Brien                |
| 19.00 – 20.00 | Louie Austen (Live)                                   | 23.00 – 24.00 | RHS Soundsystem            |
| 20.00 – 21.00 | R.A.S. feat. Wunmi (Live)                             | 00.00 – 02.00 | Patrick Pulsinger          |
| 21.00 – 22.00 | Joakimn                                               | 02.00 – 03.00 | DJ Kaos                    |
| 22.00 – 22.45 | Daniel Wang (Live)                                    | 03.00 – 04.00 | Daniel W. Best             |
| 22.45 – 23.30 | Romain B.N.O.                                         | 04.00 – 05.00 | Daniel Meteo               |
| 23.30 – 00.45 | Maurice Fulton feat. Mu (Live)                        |               |                            |
| 00.45 – 02.45 | Jazzanova                                             |               |                            |
| 02.45 – 04.15 | Naughty                                               |               |                            |
| 04.15 – 05.00 | Thomas Fehlmann (Live)                                |               |                            |
| 05.00 – 06.15 | Dirk De Ruyck                                         |               |                            |
| 06.15 – 07.00 | Niewinni Czarodzieje feat.: Envee, Jealo i Maceo Wyro |               |                            |

4 sierpnia odbyła się konferencja prasowa z podsumowaniem minionych wydarzeń. Ujawniono liczbę 6,5 tysiąca wypełnionych ankiet, które wymieniano na opaski wejściowe. Podano datę drugiej edycji mającej wystartować 6 sierpnia 2004 roku. Łączną liczbę odwiedzających plażę szacowano na około 20 tysięcy osób. W pomoc przy festiwalu zaangażowało się stu wolontariuszy, których nagrodzono pamiątkową koszulką. Poinformowano też o problemach związanych z namiotem Lecha, w którym wbrew organizatorom przed występem Carla Craiga włączono muzykę, która nachodziła na dźwięki dochodzące ze sceny głównej.

### 2004
Przed drugą edycją „Astigmatic” przygotowano 40 tysięcy opasek na rękę, pełniących rolę wejściówki na festiwalowe wydarzenia. Wstęp zaplanowano bezpłatny, należało posiadać ze sobą wypełnioną ankietę uczestnika ze strony internetowej lub wypełnić ją na miejscu. Spodziewaną liczbę uczestników oszacowano na ponad 20 tysięcy osób. Część plaży przeznaczono na pole namiotowe z możliwością depozytu. Dla artystów przeznaczono miejsca w Petropolu i Hotelu Płock.
W rozmowach między organizatorami a Ratuszem pojawiła się kwestia wynajęcia zabytkowej Wieży ciśnień jako miejsca dla powstania klubu o profilu muzyki elektronicznej z cyklicznymi występami artystów znanych z grania na „Astigmatic”. W trakcie przyszłych edycji festiwalu klub miałby pełnić funkcję osobnej sceny. Rozmowy nie wykroczyły poza deklaracje.
Główną scenę umieszczono na dwóch przycumowanych kilka metrów od brzegu barkach o łącznej wyporności 800 ton. Ich rozmiary liczyły 35 metrów długości i 17 metrów szerokości. Z lądem połączone zostały mostem pontonowym. Sama scena zajęła rozmiar 14 na 11 metrów. Po dwóch stronach otoczona została ekranami, z jednym głównym w tle, co pozwoliło na 96 metrów kwadratowych wyświetlania wizualizacji. Nagłośnienie znalazło się na osobnych wieżach. Występy odbywały się w godzinach 19.00 – 05.00.
Druga, mniejsza scena usytuowana została na plaży pod namiotem, gdzie czas występów podzielono na dwa bloki. W ramach „Electronic Picnic” grano od 14.00 do czasu rozpoczęcia setów na scenie głównej. Po zakończeniu nocnej części festiwalu wznawiano działalność sceny od godziny 05.00 do 9-10.00 rano w ramach „After Party”, w ostatnim dniu kończąc półtoragodzinną sekcją „Astigmatic Finish”.
Repertuar sztuk audiowizualnych przeniesiono do liceum Małachowskiego. W auli ulokowano festiwalowe kino, prowadzone przez fundację Moma Film. W jego ramach odbyła się retrospektywa dziecięcych animacji produkcji Sojuzmultfilmu, pokazy teledysków z lat 1970–2004 ze wschodniej Europy, produkcji filmowych ze ścieżką muzyczną Krzysztofa Komedy, animacji i krótkich metraży, dokumentów, filmów i projekcji audiowizualnych. Julien Maire zaprezentował swój projekt artystyczny „Demi Pas” – film krótkometrażowy tworzony na żywo przy udziale zmodyfikowanego projektora. W ramach współpracy z Ars Electronica pokazano pozycje nagrodzone w latach 2000–2003.